# Jean-Claude Ndagijimana
Jean-Claude Ndagijimana (ur. 26 listopada 1984) – rwandyjski piłkarz grający na pozycji bramkarza.

## Kariera klubowa
W swojej karierze piłkarskiej Ndagijimana grał w klubie Rayon Sports FC ze stolicy kraju Kigali. W 2003 roku zadebiutował w jego barwach w pierwszej lidze rwandyjskiej. W 2004 roku wywalczył z nim mistrzostwo kraju, a w 2005 roku zdobył Puchar Rwandy.

## Kariera reprezentacyjna
W 2004 roku Ndagijimana został powołany do reprezentacji Rwandy na Puchar Narodów Afryki 2004. Tam był rezerwowym bramkarzem dla Ramadhaniego Nkunzingomy i nie rozegrał żadnego spotkania. W kadrze narodowej ostatecznie nie zadebiutował.